# Marc Girard
Marc Girard (né à Chicoutimi le 17 août 1945) est un prêtre et exégète canadien. Professeur émérite à l'Université du Québec à Chicoutimi et professeur invité à l'École biblique et archéologique française de Jérusalem, il est spécialisé en symbologie.
Polyglotte, il s'intéresse aux langues de la Bible (hébreu, araméen, grec) et des versions antiques (syriaque, latin). Ses écrits manifestent une ouverture à d'autres champs disciplinaires : psychologie expérimentale, anthropologie, histoire des religions.
Membre de la Commission biblique pontificale de 1996 à 2008, il est invité par Benoît XVI comme expert à la XIIe assemblée générale du Synode des évêques sur la Parole de Dieu en 2008.

## Biographie

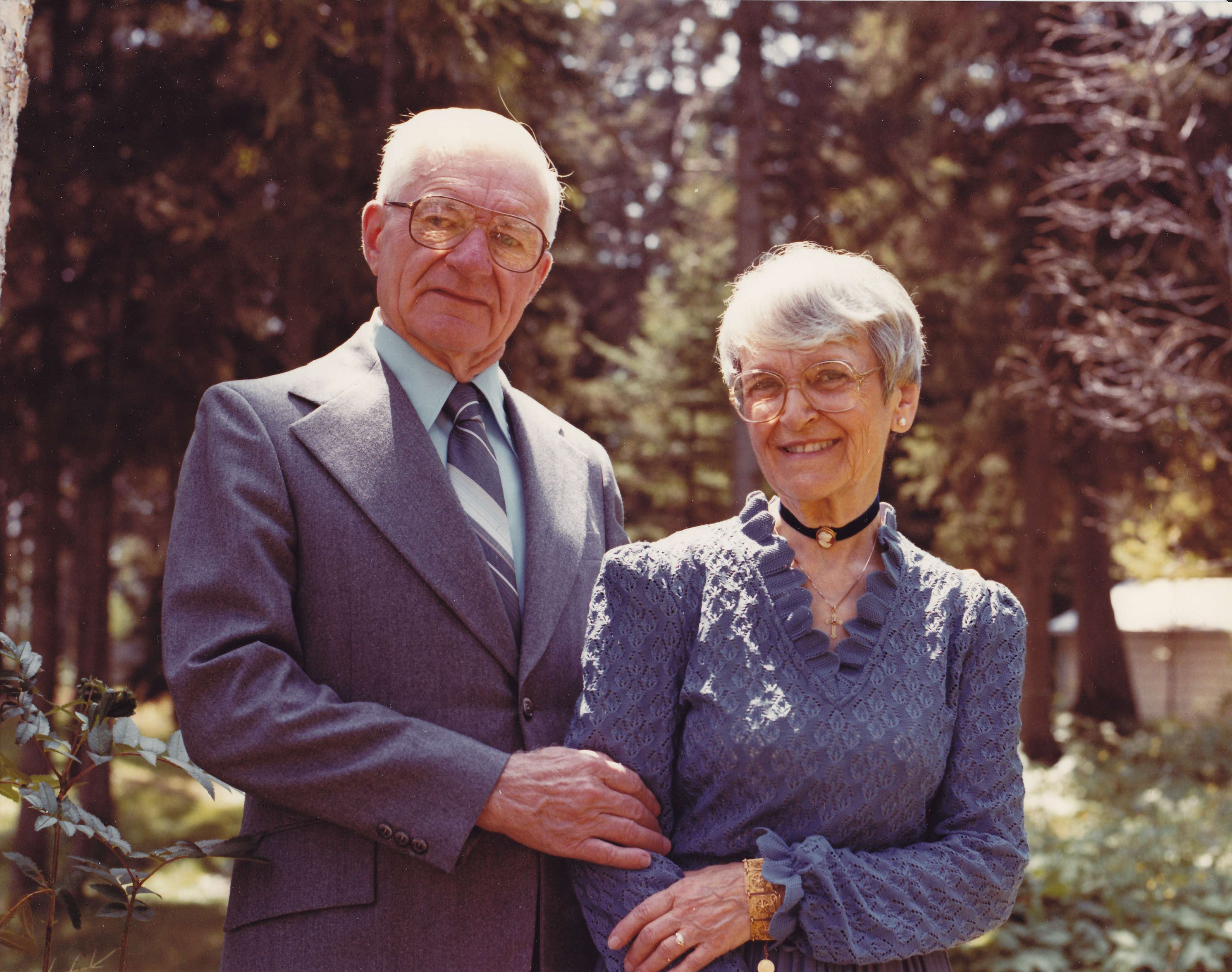
Paul-Armand Girard et Carmen Lemelin lors de leur 50e anniversaire de mariage en août 1990.

Fils de Paul-Armand Girard et Carmen Lemelin, Marc Girard naît le 17 août 1945 à Chicoutimi, au Québec (Canada).
Il entreprend des études théologiques au Grand Séminaire de Chicoutimi et une formation en psycho-pédagogie à l'Université Laval. Ordonné prêtre en 1967 pour le diocèse de Chicoutimi, il poursuit sa formation théologique à Rome à l'Athénée pontifical Saint-Anselme, puis entreprend une spécialisation en sciences bibliques à l'Institut biblique pontifical.

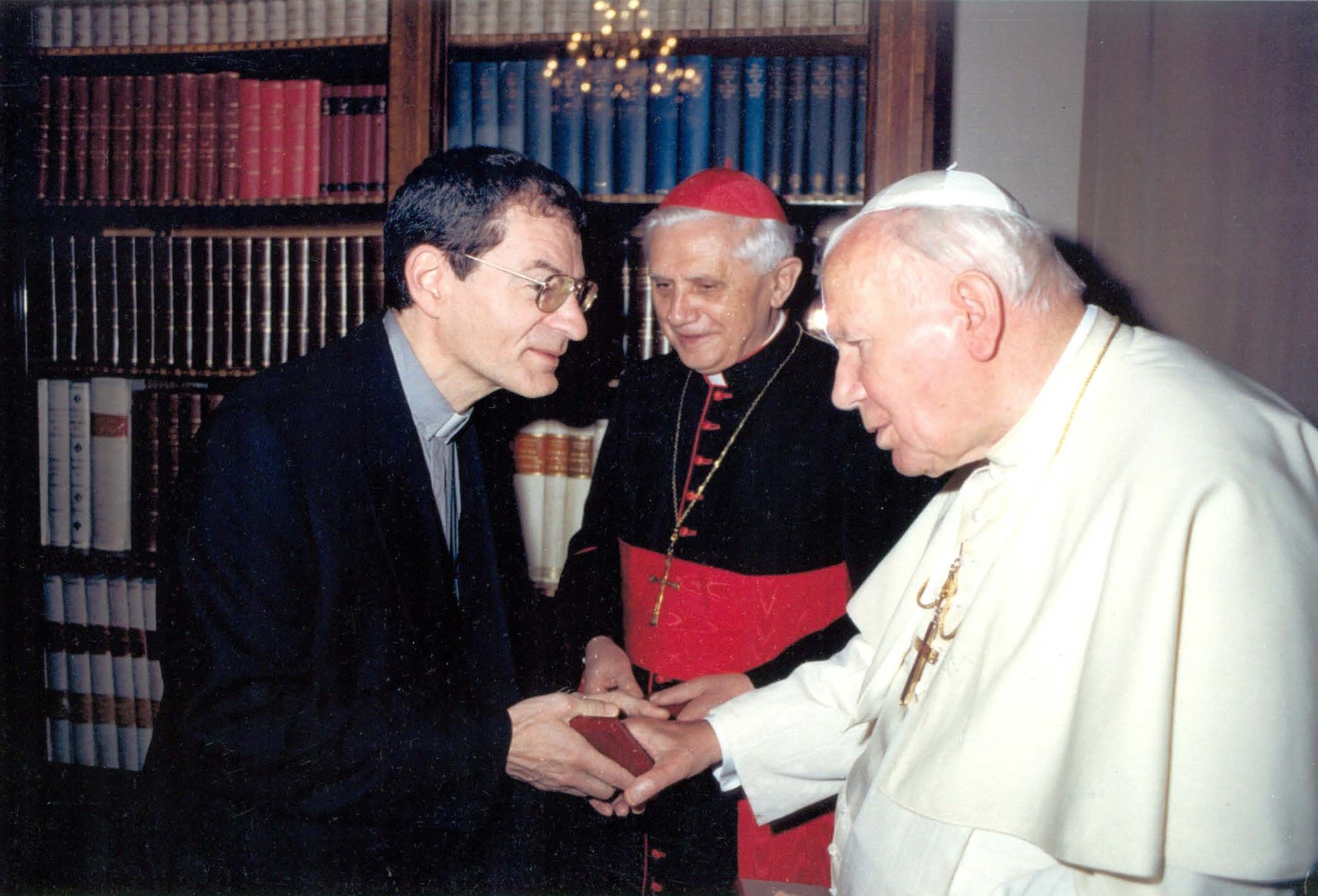
Marc Girard avec le cardinal Joseph Ratzinger et le pape Jean-Paul II.

De retour à Chicoutimi en 1970, il enseigne les sciences bibliques à l'Université du Québec à Chicoutimi (UQAC). Il fait carrière à l'UQAC pendant 40 ans, enseignant notamment l'exégèse biblique. Tout en optant pour une approche synchronique, il souligne la nécessité de toujours contextualiser les textes bibliques et fait valoir l'impact positif des découvertes archéologiques, par exemple celles d'Israël Finkelstein, même si elles remettent radicalement en cause la compréhension habituelle de l'histoire biblique. Au cours de sa carrière, Girard travaille également un temps pour le Vatican, étant notamment sous les ordres du cardinal Joseph Ratzinger au milieu des années 1990 lorsqu'il est nommé à la Commission biblique pontificale par Jean-Paul II.
Marc Girard prend sa retraite de l'UQAC en 2010. Depuis 2012, Girard est professeur-chercheur invité à l'École Biblique et archéologique française des Dominicains (EBAF) à Jérusalem.

## Travaux

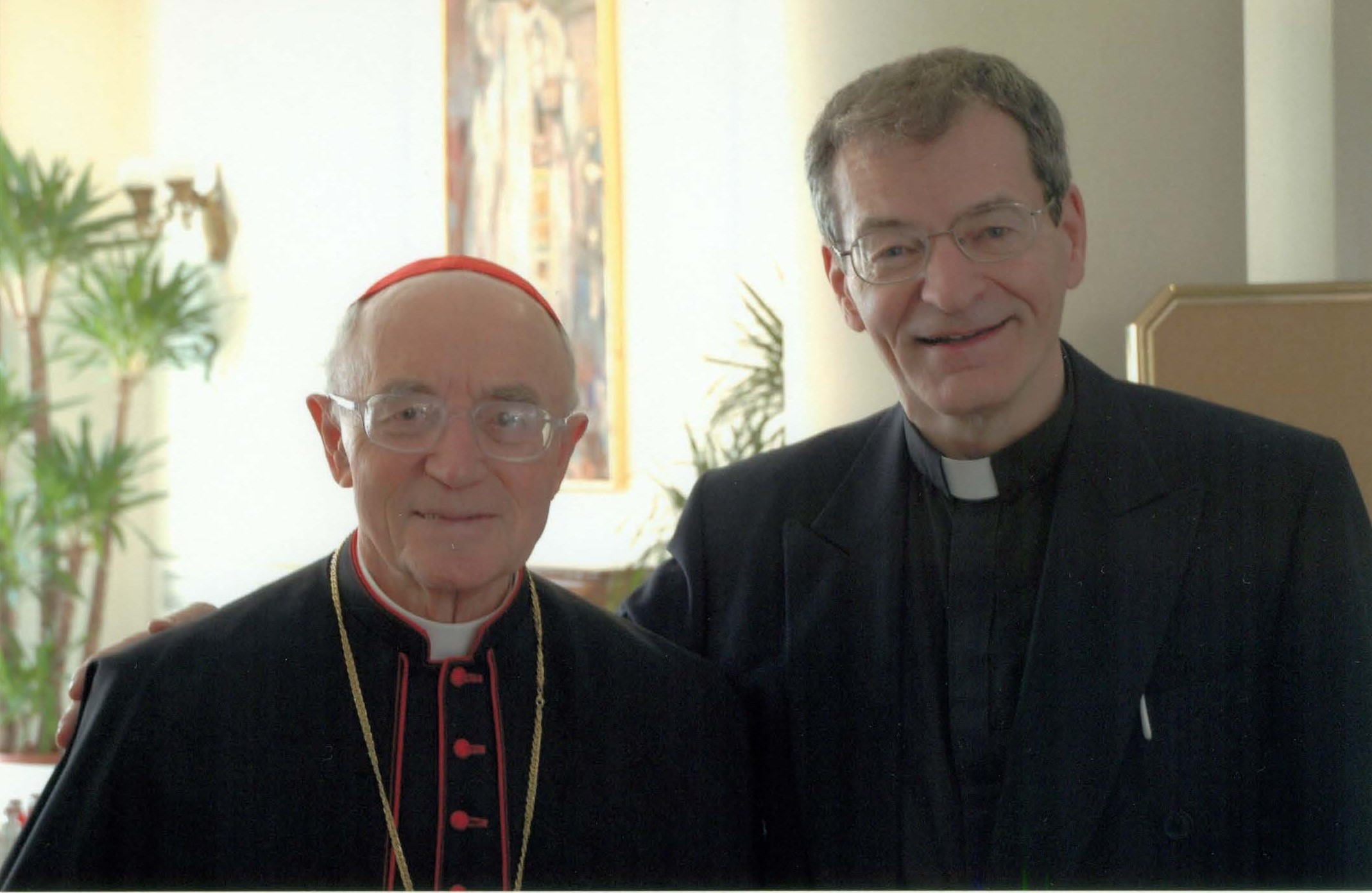
Albert Vanhoye et Marc Girard lors de la nomination de Vanhoye au cardinalat en avril 2006.

Les travaux de Girard portent sur deux axes principaux :
1. Il a développé une méthode d'exégèse synchronique qu'il dénomme critique structurelle, inspirée au départ par les travaux du cardinal jésuite Albert Vanhoye, que Girard considère comme son mentor
2. Girard s'emploie également à analyser les symboles bibliques dans leur enracinement anthropologique universel. Il propose un cadre théorique original et une approche systématique qui tente de mettre de l'ordre dans ce qu'il appelle « le beau désordre des symboles ».

Depuis sa retraite de l'UQAC, en tant que spécialiste du psautier biblique, Girard participe à un projet de traduction de la Bible où l'on compare le texte hébreu et les plus importantes versions antiques (en syriaque, grec, latin, araméen), et où l'on fait l'histoire de la réception du texte à travers les siècles, depuis l'Antiquité (patristique, médiévale, juive, islamique) jusqu'à nos jours (littérature, arts visuels, musique, etc.). Le projet global réunit quelques centaines de spécialistes et collaborateurs,.
Marc Girard donne également des conférences et participe à plusieurs activités caritatives .  Il fait partie de l'équipe d'exégètes ayant participé à la traduction de la bible publiée par Bayard en 2001.

## Ouvrages
Une bibliographie complète est disponible sur le site de l'EBAF.
- Louange cosmique. Bible et Animisme, éditions Bellarmin-Desclée, Montréal-Paris, 1975  (ISBN 2-7189-0062-8 et 0-88502-194-0)
- Les Psaumes. Analyse structurelle et interprétation, éditions Bellarmin-Cerf, Montréal-Paris 1984  (ISBN 2-89007-557-5 et 2-204-02286-1).
- Les symboles dans la Bible. Essai de théologie biblique enracinée dans l'expérience humaine universelle, Bellarmin-Cerf, Montréal-Paris 1991  (ISBN 2-89007-021-2 et 2-204-02548-8); traduit en portugais  (ISBN 85-349-0526-6)
- Como ler o livro de Ageu. É urgente reconstruir, Edições Paulinas, São Paulo 1992  (ISBN 85-05-01354-9); traduit en espagnol  (ISBN 958-607-831-0)
- Como ler o livro dos Salmos. Espelho da vida do povo, Edições Paulinas, São Paulo 1992  (ISBN 85-05-01375-1); traduit en espagnol  (ISBN 958-607-770-5)
- Les Psaumes, miroir de la vie des pauvres, Éditions Paulines, Montréal-Paris 1993  (ISBN 2-89039-591-X); traduit en italien  (ISBN 88-215-2842-1) et en anglais  (ISBN 2-89420-325-X)
- Les Psaumes redécouverts. De la structure au sens, I (Ps 1-50), Bellarmin, Montréal 1996  (ISBN 2-89007-803-5).
- Les Psaumes redécouverts. De la structure au sens, II (Ps 51-100), Bellarmin, Montréal 1994  (ISBN 2-89007-773-X)
- Les Psaumes redécouverts. De la structure au sens, III (Ps 101-150), Bellarmin, Montréal 1994  (ISBN 2-89007-774-8)
- De Luc à Théophile. Un évangile fait sur mesure pour notre temps, Médiaspaul, Montréal-Paris 1998  (ISBN 2-89420-113-3); traduit en italien  (ISBN 88-01-01514-3).
- La mission de l'Église au tournant de l'an 2000, Médiaspaul, Montréal-Paris 1999  (ISBN 2-89420-112-5); traduit en portugais  (ISBN 85-356-0633-5).
- Une Église qui s'appauvrit: drame ou espérance d'avenir? Fides, Montréal 1999  (ISBN 2-7621-2066-7).
- De Moïse à Jésus. L'option politique chez les prophètes et dans le monde actuel, Médiaspaul, Montréal-Paris 2001  (ISBN 2-89420-483-3).
- Symboles bibliques, langage universel. Pour une théologie des deux Testaments ancrée dans les sciences humaines, vol. I-II, Médiaspaul, Montréal-Paris 2016  (ISBN 978-2-89760-058-7).
- Évangile selon Jean. Structures et symboles, vol. I-II, Médiaspaul, Montréal-Paris 2017  (ISBN 978-2-89760-109-6).
- 40 000 pages : un trésor spirituel. Sœur Rose-Anna Martel AMG (1905-2000), Médiaspaul, Montréal-Paris 2018  (ISBN 978-2-89760-191-1)[9].